# Granlandet (naturreservat)
Granlandet är ett naturreservat i Gällivare kommun i Norrbottens län.
Området är naturskyddat sedan 1997 och är 271,5 kvadratkilometer stort. Reservatet omfattar ett större skogs- och myrområde med åsar och mindre berg. Reservatet består av gammal barrskog med mest gran.  